# Manuela Sáenz
Manuela Sáenz Thorne (Quito, 27 de dezembro de 1797 — Paita, 23 de novembro de 1856) foi uma revolucionária que lutou pela independência das colônias sul-americanas da Espanha ao lado de Simón Bolívar, com quem teve um romance. Ela reuniu informações, distribuiu folhetos e protestou pelos direitos das mulheres. Manuela recebeu a Ordem do Sol, honrando seus serviços na revolução. 

## Biografia
Manuela nasceu da união espúria do nobre espanhol Simón Sáenz Vergara e da crioula María Joaquina de Aispuru, relação que causou escândalo na cidade de Quito - um fato suficiente para desqualificá-la da aceitação, muito menos admiração, pela sociedade respeitável.
Após a morte da mãe, para dotar-se-lhe de boa educação, foi internada no convento de Santa Catalina. Desde muito jovem, ela entrou em contato com uma série de eventos que incentivam o seu interesse na política. pois muitos acontecimentos pró-emancipação estavam ocorrendo naquele momento. Talvez devido à sua origem, por ter nascido de mãe crioula, Sáenz, ao se aproximar da luta contra o poder dos hispânicos, escolheu o lado revolucionário.
Manuela se casa com o rico comerciante inglês James Thorne por volta de 1817. Casamento arranjado por seu pai. Quando seu esposo viaja, mantém dupla vida, auxiliando os revoltosos peruanos, chefiados por José de San Martín. Conforme a luta por independência atinge maior proporção, Sáenz dedica toda sua energia em prol do combate, se convertendo em uma das principais ativistas pela causa. Assim como Rosa Campuzano, Manuela também atuou como espiã e repassava informações de interesse dos revolucionários. Muitas reuniões eram realizadas em sua casa e quando o Peru finalmente atingiu sua liberdade através das reivindicações, ela recebeu o prêmio "Ordem do Sol".
Em 1822, retorna a Quito com a desculpa que estaria acompanhando seu pai. A cidade andina, recentemente libertada, recebeu a visita de Simón Bolívar e Manuela o conheceu durante um baile oferecido em homenagem a ele e nesta ocasião, o "Libertador das Américas" por ela se apaixona, passando os dois a viverem como amantes. A ativista passa a ser um personagem ativo no conflito que exigia a libertação do Equador. Por motivo do falecimento de seu pai, Sáenz retorna a Lima e neste contexto lutou junto a Antonio José de Sucre em Ayacucho, sendo a única mulher que passaria à história como heroína desta batalha. Logo depois, seguiu para Bogotá junto de Bolívar. Tendo conquistado sua confiança através de suas atividades como militante na causa de emancipação desses países, Simón Bolívar a nomeou membro do Estado-Maior do Exército de Libertação. Em 1828, Manuela salvou seu amante de um ataque orquestrado por Francisco de Paula Santander afrontando seus conspiradores enquanto o Libertador fugia pela janela. Após este acontecimento, Bolívar a enalteceu como: "A Libertadora do Libertador." Os dois continuaram suas campanhas por libertação juntos até o ano de 1830 quando Bolívar faleceu devido a um quadro de tuberculose.
Ao retornar ao Equador em 1835, Manuela fora exilada, mudando-se para Paita. Ela estava cansada e desiludida, talvez pela forma como alguns processos políticos se sucederam naquela região. Estava inválida após uma lesão (na perna ou quadril, ainda não se sabe ao certo) que a manteve em uma cadeira de rodas e depois da morte de seu marido James Thorne, em 1847, Sáenz se encontrava falida e continuou nesta situação até sua morte. Durante o tempo que ficou em Paita, foi visitada por grandes nomes como Simón Rodríguez, Hermann Melville e Giuseppe Garibaldi.  Um dos visitantes do local trouxe com ele a difteria, uma doença que Manuela contraiu e da qual morreu, com 59 anos.
Hoje, segundo a autora do livro For Glory and Bolívar The Remarkable Life of Manuela Sáenz, esta figura tornou-se um símbolo nacionalista e feminista ao longo da região. A autora também afirma que a luta de Manuela ainda é ignorada por grande parte da historiografia, sua história não está presente nos livros didáticos nos Estados Unidos na seção de "História da América Latina". Talvez o único livro reconhecido que traga um pouco sobre a trajetória dessa guerreira seja a obra de Victor W. Von Hagen A História Amorosa de Manuela e Bolívar. Infelizmente é quase nulo o número de trabalhos sobre Sáenz que estão traduzidos. No entanto, no caso de maior interesse, a obra de Pamela Murray citada no início do parágrafo é uma produção bem completa sobre a vida desta grande mulher, porém encontra-se apenas em inglês.